# Wojciech Maciejewski (reżyser radiowy)
Wojciech Maciejewski (ur. 30 marca 1923 w Lesznie, zm. 11 lutego 2018 w Warszawie) – reżyser Teatru Polskiego Radia, działacz społeczny w stowarzyszeniach twórczych, założyciel Sekcji Radia, Telewizji i Filmu w Związku Artystów Scen Polskich, były skarbnik ZASP, opiekun i promotor twórczości kompozytorskiej swojego starszego brata Romana. Były kierownik artystyczny rozgłośni Polskiego Radia w Poznaniu.

## Życiorys

### Leszno (1923-1939)
Rodzice Wojciecha Maciejewskiego mieszkali przed I wojną światową w Berlinie. Matka Bronisława ukończyła konserwatorium muzyczne w klasie skrzypiec; ojciec Józef skończył berlińską akademię kroju i był mistrzem krawieckim. W Berlinie urodziło się rodzeństwo Wojciecha: Roman (późniejszy kompozytor), Jadwiga (nauczycielka) i Zygmunt (aktor). W 1919 r. rodzina przeniosła się do kraju i osiedliła w Lesznie. Wojciech uczył się w miejscowej szkole ćwiczeń i w gimnazjum. Występował jako recytator patriotycznych wierszy najpierw na akademiach szkolnych, a potem na miejskich uroczystościach państwowych. Recytacji wysłuchał ówczesny komendant garnizonu w Lesznie, pułkownik Stefan Rowecki (późniejszy „Grot”) i zaprosił Wojciecha, aby wystąpił podczas święta pułkowego w koszarach. Z tych powodów jesienią 1939 r. Maciejewski musiał z Leszna uchodzić.

### Częstochowa (1939–1945)
We dwóch ze starszym bratem Zygmuntem, uczestnikiem kampanii wrześniowej, przedostali się do Generalnego Gubernatorstwa i osiedli w Częstochowie. Utrzymywali się z dorywczych prac. Zygmunt (romanista) zaczął udzielać lekcji języków. Obaj uczyli się sztuki aktorskiej u przebywających w Częstochowie artystów i niebawem rozpoczęli występy na tajnych wieczorach poezji polskiej. Wojciech uczęszczał na tajne komplety licealne zakończone maturą i podjął studia polonistyczne na Tajnym Uniwersytecie Ziem Zachodnich.

### Poznań (1945-1952)
Po wojnie Maciejewski przeniósł się do Poznania, gdzie kontynuował studia i uzyskał dyplom. Zadebiutował w radiu w lipcu 1945 r. recytacją wierszy, po czym rozpoczął stałą współpracę z redakcją literacką. W 1947 r. został jej kierownikiem, a w 1949 r. – pierwszym po wojnie szefem artystycznym Rozgłośni Poznańskiej. Podlegało mu pięć redakcji programowych, 40-osobowy chór etatowy i orkiestra. Prócz tego pisał autorskie scenariusze i adaptacje radiowe klasyki literackiej (m.in. Szekspira, Czechowa), które następnie reżyserował.
Wobec zburzenia teatrów stołecznych pracowało w Poznaniu po wojnie wielu wybitnych artystów, m.in. Ludwik Solski, Józef Węgrzyn, Mieczysława Ćwiklińska, Irena Eichlerówna. W miejscowej rozgłośni grali: Renata Kossobucka, Benigna Sojecka, Zofia Rysiówna, Hanna Skarżanka, Irena Maślińska, Janina Seredyńska, Aleksander Dzwonkowski, Kazimierz Brusikiewicz, Czesław Wołłejko, Adam Hanuszkiewicz, Ignacy Machowski, Zygmunt Maciejewski, Kazimierz Wichniarz, Tadeusz Chmielewski i in. Przez pierwsze trzy lata słuchowiska nadawano na żywo, w atmosferze napięcia, tremy i niepewności.

### Warszawa (od 1952)
Maciejewski przeniósł się do Teatru Polskiego Radia w Warszawie na stanowisko reżysera, gdy w miarę odbudowy stolicy artyści zaczęli odpływać do niej z Poznania. Pracował pod kierunkiem wybitnych znawców sztuki radiowej: Michała Meliny i Janusza Warneckiego. W repertuarze teatru radiowego znajdowały się słuchowiska autorów współczesnych i dawniejszych (np. na 50-lecie istnienia radia Maciejewski przypomniał przedwojenne słuchowisko J. Szaniawskiego „Zegarek”, które reprezentowało Polskie Radio na uroczystym „Prix Italia”). Adaptowano sztuki teatralne, powieści, nowele, utwory poetyckie. Maciejewski jako pierwszy wprowadził do programu zradiofonizowane seriale klasyki powieściowej („Kollokacja” J. Korzeniowskiego, „Pompalińscy” E. Orzeszkowej i „Biedni ludzie” F. Dostojewskiego).
Szczególnie chętnie realizował utwory klasyczne. Było wśród nich sześć pozycji J. Słowackiego, sześć W. Szekspira, sześć H. Ibsena, pięć A. Czechowa, pięć E. Orzeszkowej, a oprócz tego dziewięć pozycji J. Szaniawskiego, osiem J. Londona, cztery Z. Nałkowskiej, trzy T. Manna i cykl słuchowisk dokumentalnych Z. Orszulskiej, w tym większość poświęcona dziejom Warszawy; ponadto wiele wyjątkowo pomysłowych adaptacji autorstwa W. Maciejewskiej oraz jej scenariuszy (pisanych samodzielnie lub z Z. Zawadzką); wreszcie słuchowiska K. Salaburskiej (w tym rozliczeniowe). Wśród scenariuszy autorstwa Maciejewskiego były dokumenty, oddające hołd żołnierzom oddziałów wielkopolskich („Powstanie Wielkopolskie”, „Bitwa nad Bzurą”, „Cytadela”). Realizował też utwory autorów polskich w rozgłośniach zagranicznych: w Bratysławie, Berlinie i Pradze.

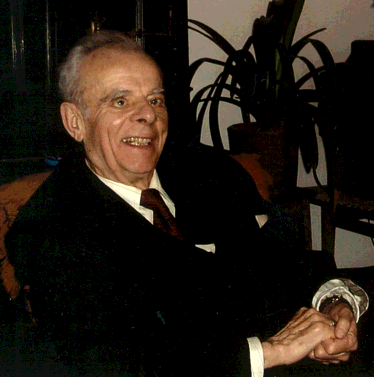
Wojciech Maciejewski (2010 r.)

Słuchowiska cieszyły się wówczas szeroką popularnością. Potwierdzały to plebiscyty wśród odbiorców, tzw. „Premiery Roku”. Pierwszy taki tytuł zdobyło słuchowisko „Romeo i Julia” według Szekspira (z kreacją Ignacego Gogolewskiego i Celiny Mencner). Drugie z kolei to „Mąż Idealny” O. Wilde’a z rolami Niny Andrycz, Elżbiety Barszczewskiej, Wiesława Glińskiego, Władysława Hańczy i Gustawa Holoubka – obydwa w reżyserii Maciejewskiego. Kolejne plebiscyty nie obejmowały klasyki.
Maciejewski uzyskał trzykrotnie nagrodę Przewodniczącego Radia i Telewizji: za scenariusz słuchowiska „W Połowie Drogi” i za reżyserię słuchowisk „Romeo i Julia” oraz „Felka”. Do grudnia 1981 zrealizował dla radia ok. 600 słuchowisk literackich.
W 1981 r. opuścił radio i nawiązał współpracę z Polskimi Nagraniami. Wyreżyserował dla nich kilkanaście płyt z bajkami dla dzieci, z których nagranie „Kubusia Puchatka” osiągnęło niezwykły nakład 420 tys. egzemplarzy, oraz płyty z polską poezją we wzorcowych wykonaniach m.in. Zbigniewa Zapasiewicza, Krzysztofa Kolbergera, Aleksandry Śląskiej, Ireny Kwiatkowskiej, Teresy Budzisz-Krzyżanowskiej.
Z początkiem lat 90. Wojciech Maciejewski zajął się twórczością kompozytorską swego brata Romana, przebywającego na emigracji od 1934 r. Roman mało interesował się losami swoich utworów, choć określa się go jako twórcę charyzmatycznego, a jego dzieła – jako ponadczasowe.
Wojciech Maciejewski zdołał do Polski sprowadzić ok. 100 rękopisów utworów brata, które dziś znajdują się w Bibliotece Narodowej. W domu utworzył podręczne archiwum kompozytora. Zapoczątkował proces przyswajania jego twórczości kulturze poprzez inicjowanie wydań, wykonań, nagrań, koncertów, filmów TV, sympozjów i wystaw oraz przez opisywanie twórcy i jego dokonań. Twórczości Romana Maciejewskiego poświęcono wiele artykułów, ok. 30 prac magisterskich, doktorskich i habilitacyjnych oraz 10 wydanych książek. Imię Romana Maciejewskiego nosi ulica w Warszawie, park w centrum Poznania, a w Lesznie – szkoła muzyczna, towarzystwo muzyczne i festiwal; jest tam też gabinet pamięci R. Maciejewskiego. W Lesznie spoczęły prochy kompozytora.

## Życie rodzinne

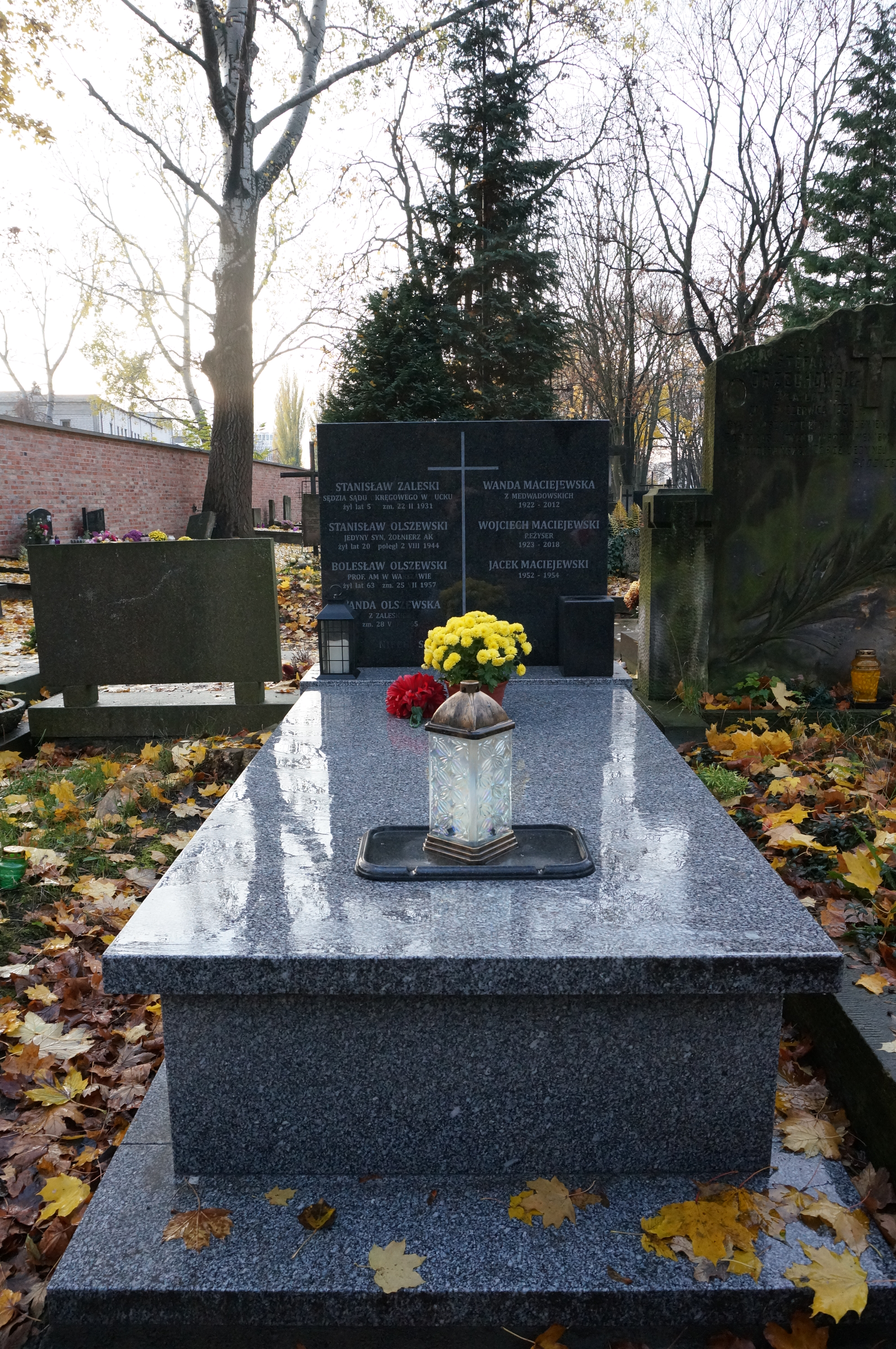
Grób Bolesława Olszewskiego i Wojciecha Maciejewskiego na cmentarzu Powązkowskim

Wojciech Maciejewski ożenił się w 1949 r. z koleżanką ze studiów Wandą Medwadowską, córką przedwojennego generała Jana Medwadowskiego, scenarzystką, która sporo pisała do teatru radiowego i do teatrów dramatycznych. Ich córka, prof. dr hab. Anna Jedynak, pracuje w Instytucie Filozofii Uniwersytetu Warszawskiego. Pochowany jest na cmentarzu Powązkowskim, kwatera 338-V-4.

## Działalność społeczna
Wojciech Maciejewski współpracował od 1948 r. ze Związkiem Artystów Scen Polskich; od 1958 r. jako jego członek rzeczywisty. Kilka lat później wystąpił z inicjatywą ożywienia Sekcji Radiowej, która uprzednio istniała tylko na papierze. Jej członkami zostali reżyserzy, realizatorzy akustyczni, ilustratorzy muzyczni, a sporadycznie lektorzy i autorzy słuchowisk. Wkrótce przekształciła się w Sekcję Radia, Telewizji i Filmu, a Wojciech Maciejewski przewodniczył jej przez cztery kadencje.
Jednym z głównych zadań Sekcji była dbałość o podnoszenie kwalifikacji jej członków, a w konsekwencji – poziomu programów. Powstały komisje weryfikacyjno-kwalifikacyjne, które przyznawały uprawnienia reżyserskie i realizacyjne oraz dokonywały kategoryzacji pracowników. W szkołach artystycznych pojawiły się zajęcia „pracy z mikrofonem”, a np. Uniwersytet Śląski uruchomił Wydział Radia i Telewizji, kształcący reżyserów i realizatorów. Wykładowcami byli głównie członkowie wspomnianej Sekcji.
W latach poprzedzających zmianę ustroju w Polsce, kiedy wybuchł strajk aktorów odmawiających współpracy z radiem i telewizją, rozpowszechniających kłamliwe informacje o sytuacji w kraju, Wojciech Maciejewski został powołany na stanowisko skarbnika ZASP-u. Z tego tytułu uczestniczył w wielu ważnych wydarzeniach (np. był delegatem na Kongres Kultury Polskiej, zerwany przez władze stanu wojennego). Po rozwiązaniu ZASP-u Maciejewski jako skarbnik przekazał cały należący do społeczności artystycznej majątek pełnomocnikowi Ministra Kultury i Sztuki. Później ZASP reaktywowano, ale z innymi władzami.

## Żeglarstwo
Wojciech Maciejewski był przed wojną zapalonym żeglarzem. Należał do pionierów żeglarstwa na Jeziorze Dominickim pod Lesznem. Miał z kuzynem własną żaglówkę i uczestniczył w regatach, dopóki wojna nie zabrała sprzętu. Do programu radiowego wprowadził cykl „Zwierciadło Morza”, gdzie przez blisko dwa lata realizował co kilka tygodni słuchowiska o tematyce marynistycznej.
Należał do Stowarzyszenia Marynistów Polskich i wchodził w skład jego władz. Spotykał się ze słynnym kapitanem Karolem Borchardtem na jachtach morskich. Do żeglarstwa śródlądowego wrócił z namowy kompozytora Witolda Lutosławskiego, z którym się przyjaźnił, a który zapraszał go do wspólnego żeglowania swoim jachtem. Kiedy Lutosławski zrezygnował z żeglarstwa, przekazał Maciejewskiemu jacht w prezencie. Kiedy i on zaprzestał żeglarstwa, przekazał łódź Yacht Klubowi Polskiemu w celu szkolenia młodzieży.

## Odznaczenia i tytuły
- Honorowy Obywatel Miasta Leszna
- Honorowy Prezes Leszczyńskiego Towarzystwa Muzycznego
- Członek Kapituły Członków Zasłużonych ZASP
- Krzyż Kawalerski Orderu Odrodzenia Polski
- Złoty Krzyż Zasługi
- Złota Odznaka honorowa „Za Zasługi dla Warszawy”